# Андреа Богдани
Андреа (Ндре) Богдани известен в българските източници като Андрей Богдан (на албански: Andrea, Ndre Bogdani), е албански просветен деец и прелат на Римокатолическата църква.

## Биография
Андреа Богдани е роден в началото на XVII век, близо до Призрен в село Гур, областта Хас, Косово. От 1651 до 1656 година е охридски архиепископ, но не отива в Охрид от страх да не бъде убит. От 1656 до 1677 година, в която подава оставка, е архиепископ на Скопие, а от 1675 до 1677 година служи също и като апостолически администратор на Охридската архиепархия. Неговият племенник Петър Богдани, който е един от най-известните писатели в ранната албанска литература, го наследява като архиепископ на Скопие през 1677. Андреа Богдани става известен със създаването на първия Латинско-албански граматически учебник. Сръбският историк Радован Самарджич критикува Богдани за фалшификация и ревизионизъм на сръбската средновековна история.